# Бабушница (община)
Бабушница (серб. Бабушница) — община в Сербии, входит в Пиротский округ.
Население общины составляет 13 849 человек (2007 год), плотность населения составляет 26 чел./км². Занимаемая площадь — 529 км², из них 55,0 % используется в промышленных целях.
Административный центр общины — город Бабушница. Община Бабушница состоит из 53 населённых пунктов, средняя площадь населённого пункта — 10,0 км².

## Статистика населения общины
| Год  | Население, чел. |
| ---- | --------------- |
| 1991 | 19226           |
| 2001 | 16010           |
| 2002 | 15626           |
| 2003 | 15255           |
| 2004 | 14896           |
| 2005 | 14552           |
| 2006 | 14222           |
| 2007 | 13849           |